# FP-β-CPPIT
N-(3'-Fluoropropil-)-3β-(4'-hlorofenil)-2β-(3'-fenilizoksazol-5'-il)nortropan (FP-β-CPPIT) je analog kokaina.